# NGC 1121
NGC 1121 este o galaxie lenticulară situată în constelația Eridanul. A fost descoperită în 9 noiembrie 1884 de către Lewis A. Swift. Se află la o distanță de 35,3 de megaparseci de Pământ.